# Raphael Lahoud
 (août 2018).
Si vous disposez d'ouvrages ou d'articles de référence ou si vous connaissez des sites web de qualité traitant du thème abordé ici, merci de compléter l'article en donnant les références utiles à sa vérifiabilité et en les liant à la section « Notes et références ».
Raphael Lahoud est un homme politique libanais né le 9 décembre 1901 à Amchit et mort le 15 mai 1977.
Il a été ministre de l'Information en Argentine, grâce à ses relations amicales avec le président Juan Domingo Peron.

## Biographie
Né à Amchit, il suit d'abord des études à l'école communale, puis devient élève des Pères Lazaristes d'Aintoura. Bachelier en 1920, il entre dans l'armée française et obtient un diplôme d'interprète en 1922. Devenu conseiller du Général Weygand, il est promu lieutenant, puis capitaine en 1923. Il est chargé de réprimer la révolte du Sultan Bey El Attrache dans le Hauran (Syrie). 
Avec Fouad Chéhab, Jamil Lahoud, Sleiman Naufal et Fouad Hobeiche, il forme l'élite des officiers libanais au sein de l'armée française. 
En 1924, il quitte l'armée pour se consacrer à la littérature. Il épouse en 1926 Françoise Khoury qui lui donne deux enfants, Aline et Roméo... Poussé par l'aventure, il décide de partir pour l'Amérique. Il s'installe d'abord aux États-Unis où il crée deux journaux, pour promouvoir le patrimoine du Liban. Il se rend ensuite en Colombie et finit par s'établir en Argentine où il rencontre Eva Duarte (qui deviendra plus tard Eva Peron).
Il fait alors la connaissance du général Juan Domingo Peron qui, devenu président de la République d'Argentine en 1946, le nomme conseiller politique, puis ministre de l'information. C'est grâce à lui que Peron rencontrera Eva Duarte et l'épousera[réf. nécessaire]. 
En 1946, le Président Peron le nomme ministre plénipotentiaire et le charge de se rendre au Moyen-Orient pour assurer les dirigeants arabes de l'appui de l'Argentine à la cause palestinienne. À cet effet, il rencontre les rois Farouk d'Égypte, Abdelaziz ben Abderrahmane Al Saoud d'Arabie et Abdallah Ier de Jordanie. 
De retour au Liban après seize ans d'absence, il retrouve Françoise sa femme qui lui donnera trois nouveaux enfants : Amal (dite Papou), Nahi et Nay. En 1951, il se présente aux élections législatives et est élu contre Raymond Eddé[réf. nécessaire]. 
En 1956, il abandonne la politique pour se consacrer aux lettres et à la poésie. Auteur de plusieurs livres politiques, Sur la route de la justice sociale, Le Liban Blanc, Zenobie, il manie l'arabe, le français et l'espagnol. En 1973 il repart pour l'Argentine rejoindre son ami le général Peron, réélu président de la république pour la troisième fois. Mais Peron meurt en 1974 et Raphael Lahoud rentre au Liban, où il décède trois ans plus tard.